# Концерт для трубы с оркестром (Щедрин)
Концерт для трубы с оркестром Родиона Щедрина был написан композитором в 1994 году по заказу американского дирижёра Лорина Маазеля. Продолжительность этого произведения около 25 минут. Концерт состоит из трёх частей:
- I. Allegretto moderato
- II. Lento
- III. Allegro

Маазель предложил Щедрину написать концерт для трубы во время премьеры его третьего концерта для оркестра «Старинная музыка российских провинциальных цирков» в Чикаго. Первое исполнение концерта состоялось 30 сентября 1994 года в Питтсбурге. Питтсбургским симфоническим оркестром дирижировал Лорин Маазель, партию сольной трубы исполнил Джордж Восбург. Осенью следующего года финский трубач Йоуко Харьянне в сопровождении Российского национального оркестра под управлением Арнольда Каца впервые в Европе исполнил этот концерт в Москве. Он же осуществил первую запись этого сочинения совместно с симфоническим оркестром Финского радио под управлением Сарасте. Среди других исполнителей этого произведения — Тимур Мартынов, неоднократно исполнявший его в сопровождении симфонического оркестра Мариинского театра под управлением Валерия Гергиева.